# جانيت مكتير
جانيت مكتير (بالإنجليزية: Janet McTeer)‏ هي ممثلة إنجليزية ولدت في يوم 5 أغسطس 1961 في مدينة نيوكاسل أبون تاين في مقاطعة نورثمبرلاند في إنجلترا في المملكة المتحدة، فازت بجوائز توني ولورنس أوليفر وجائزة دراما ديسك، كما رشحت مرتين لنيل جائزة أوسكار وحازت على رتبة الإمبراطورية البريطانية في عيد ميلاد الملكة إليزابيث الثانية في سنة 2008، أشهر المسرحيات التي مثلت بها هي مسرحية ماري ستيوارت ومسرحية God of Carnage والتي فازت بواسطتها بجائزة دراما ديسك كأفضل ممثلة. في المسلسلات مثلت في مسلسل Into the Storm في 2009 ومسلسل الملكة البيضاء في سنة 2013 وألذي رشحت من خلاله لنيل جائزة غولدن غلوب وكذلك في مسلسل Damages في سنة 2012. في السينما مثلت في فيلم تمبلويدس في سنة 1999 والتي فازت بواسطته بجائزة غولدن غلوب كأفضل ممثلة، وفي 2011 رشحت لنيل جائزة الأوسكار لأفضل ممثلة مساعدة لدورها في فيلم ألبرت نوبس، وأشهر أفلامها الأخرى هي Hawks في سنة 1988 وفيلم مرتفعات ويذرنغ في سنة 1992 وفيلم كارينغتون في سنة 1995 وفيلم Songcatcher في سنة 2000 وفيلم As You Like It في سنة 2006.

## وصلات خارجية
- جانيت مكتير على موقع IMDb (الإنجليزية)
- جانيت مكتير على موقع ميتاكريتيك (الإنجليزية)
- جانيت مكتير على موقع الموسوعة البريطانية (الإنجليزية)
- جانيت مكتير على موقع روتن توميتوز (الإنجليزية)
- جانيت مكتير على موقع قاعدة بيانات الأفلام العربية
- جانيت مكتير على موقع ألو سيني (الفرنسية)
- جانيت مكتير على موقع ميوزك برينز (الإنجليزية)
- جانيت مكتير على موقع تيرنر كلاسيك موفيز (الإنجليزية)
- جانيت مكتير على موقع أول موفي (الإنجليزية)
- جانيت مكتير على موقع قاعدة بيانات برودواي على الإنترنت (الإنجليزية)

- جانيت مكتير على قاعدة بيانات الأفلام على الإنترنت
- جانيت مكتير على قاعدة بيانات الأفلام العربية